# L'Algarabie
L'Algarabie est un livre de l'écrivain franco-espagnol Jorge Semprún, publié en 1981 aux éditions Fayard.

## Présentation

Babel par Brueghel

« L’Algarabie, un grand roman picaresque qui évoque avec verve l’après-mai » écrira un journaliste.

(voir l'interview dans les liens externes)
C'est le récit du dernier jour de la vie d'un vieil homme, au cours d’une seule journée, en octobre 1975. Le général Franco va mourir. L’homme veut aller à la Préfecture de police pour obtenir un passeport. Il veut rentrer chez lui... aussi Jorge Semprun a-t-il choisi de placer en exergue cette phrase d'Arthur Rimbaud : « Je suis réellement d'outre-tombe, et pas de commissions. »
L'Algarabie est une espèce de livre-bilan, symbolique de langages communautaires, le dernier jour de la vie d'un Espagnol émigré à Paris, où s'exprime la difficulté d'un homme, écrivain qui plus est, confronté au maniement de deux langues, non seulement écrire mais d'abord penser en espagnol ou en français. On sait que Jorge Semprun n'a jamais vraiment choisi et que, s'il a écrit la majeure partie de ses livres en français, il a au moins écrit trois d'entre eux dans sa langue maternelle.
« Ce livre que je traîne depuis dix ans sous diverses formes, brouillons et étapes, dans ma tête et sur ma table, écrit alternativement en espagnol et en français, a pendant des mois cherché sa langue » confie-t-il dans une interview. Le curieux titre qu'il a choisi témoigne de ses recherches, de ses hésitations. Il s'agit d'une francisation d'algarabia, le charabia : un mot arabe qui finit par devenir du galimatias, une langue absconse, incompréhensible, le vacarme de Babel. On peut aussi se demander si ce thème ne dépasse un simple problème lié à l'écriture et au langage.
Dans un article, Carmen Molina Romero s'est penché sur le devenir de ces auteurs espagnols, chassés de leur pays par la guerre civile, qui se sont installés en France et ont adopté comme langue d’écriture le français tout en restant fondamentalement bilingues : Jorge Semprun et Michel del Castillo en particulier. Elle a cherché « à démêler la relation qu’entretiennent la langue maternelle et l’autre langue qu’ils ont choisie volontairement, et comment cela façonne leurs discours narratifs... ainsi que les problèmes d’identité qu’elle produit chez l’écrivain bilingue, "schizophrène et sans racines".

## Structure et contenu

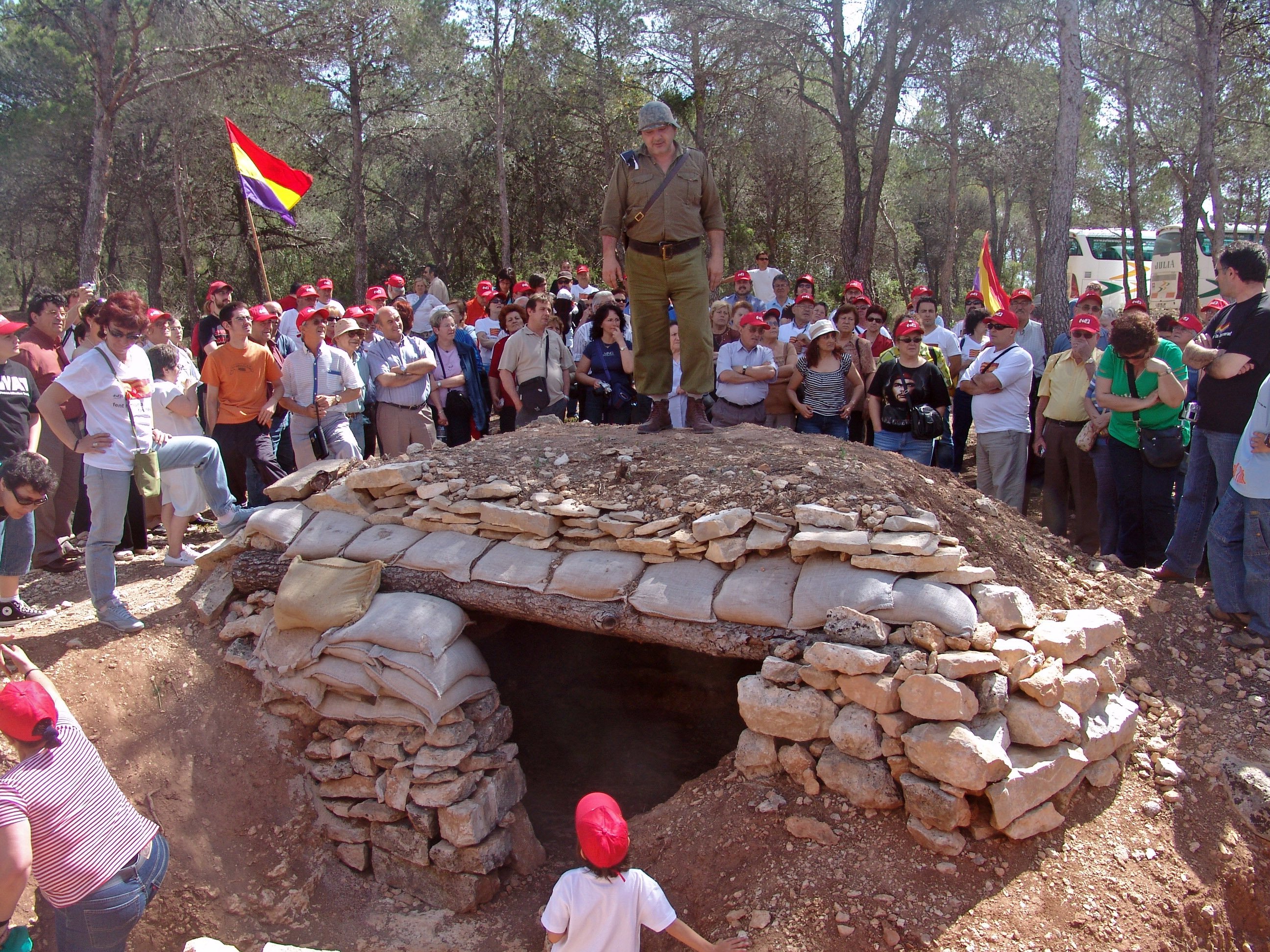
Commémoration de la guerre d'Espagne en 2006

Roman de politique-fiction, il mélange la guerre civile espagnole et les Événements de Mai 68, nous transportant dans un Paris coupé en deux, désagrégé par une autre guerre civile qui ressemblerait à la Commune de Paris. Le héros lui-même est une énigme dont on ne connaît qu'un nom d'emprunt Rafael Artigas, et son amie Anna-Lise, et d'autres, Michael Leibson, le vieil anar Eleuterio Ruiz et ses filles Perséphone et Proserpine, autant de zombies évoluant dans ce Paris défiguré par la guerre, mélange de vrai et de faux dans ces sociétés contemporaines du paraître où l'information n'est plus qu'une communication manipulée. Le quartier est livré à un combat sans merci de lutte pour le pouvoir entre une mafia conquérante dirigée par des Corses et une communauté à majorité hispanique. la faune du quartier essaie de survivre dans des conditions très difficiles, dans les décombres de ce qui fut le Paris d'avant la guerre. Le monde qu'il décrit est un monde de violence, qui a largement remplacé l'ordre et la loi, le carrefour Croix-Rouge ravagé par une fusillade entre les 'maos' de Le Mao et les truands de Jo Aresti.
C'est aussi un ouvrage de réflexion sur l'art d'écrire d'un auteur parfois écarté entre l'espagnol sa langue d'origine et le français, langue privilégiée de ses livres avec ses nombreuses figures de style, une langue qui évolue aussi vers une verve rabelaisienne et parfois un sabir argotique,donnant à son récit un côté 'picaresque' qu'il développe avec délectation.
On est confronté à la relation ambigüe entre l'auteur-narrateur Jorge Semprùn et Rafael Artigas le héros de l'histoire, qui voudrait bien s'émanciper et vivre sa propre histoire au détriment du narrateur. Jorge Semprùn, l'autobiographie qui dans ses ouvrages précédents s'identifiait à son héros, double de lui-même, est confronté ici à un personnage-héros de plus en plus autonome au fur et à mesure de l'élaboration du roman. C'est toute la problématique relationnelle que Jorge Semprùn pose ici, dans ces allées et venues entre relation narrative et réflexions sur le destin des personnages et de la société où ils évoluent.
Pour ce qui doit être normalement sa dernière journée, Rafael Artigas, laissant Anna-Lise alias Élizabeth à son passé, s'entête à vouloir absolument voir cette demoiselle Rose Beude, rempart intransigeant d'une administration bornée. Mais décidément, rien ne se passe comme prévu et 'Piruli' l'apostrophe pour l'impliquer dans les guerres qui minent le quartier. Le narrateur nous entraîne dans « les méandres du roman populaire dont le cours diverge et se diversifie constamment, [...] dans les ruses et les ficelles du roman picaresque ou épisodique -ou plutôt à épisodes... »

## Critique
Article de Pascal J. THOMAS paru le 1er février 1982 dans Fiction 326, Mis en ligne le 7/3/2009 sur le site www.noosfere.com
« Sans le dire, c'est bien de la SF (science fiction) — une histoire d'univers parallèle : si l'hélicoptère de De Gaulle s'était écrasé au retour de Baden-Baden ? Du coup, le pays s'enfonce dans une guerre civile dont un des meilleurs épisodes est la libération d'Orléans par Mireille Darc... Un personnage romancier imagine même un univers où De Gaulle aurait survécu.
L'action se déroule toutefois dans les limites de la Zone d'Utopie Populaire, sorte de Commune de la Rive Gauche, héritière de mai 68 et de l'anarchisme espagnol. Les discussions idéologiques n'y manquent pas, et reconnaissons que si les marxistes repentis comme Semprun ne peuvent guère être félicités pour leur clairvoyance, ils n'ont pas leur pareil pour caricaturer leur passé. Les maos remportent ici la palme de la clownerie — leur chef ne s'appelle-t-il pas Auguste ? L'idéologie n'intervient pourtant que comme partie de la vie de Rafaël Artigas, double de l'auteur, révélée à coups de réminiscences — les siennes ou celles des autres personnages, car le roman joue à s'égarer dans les dédales capricieux de vies pas toujours convergentes. Plus picaresque que proustien, comme le souligne l'auteur dans les nombreuses et savoureuses interventions du Narrateur. Tout le livre est jeu, et fait au passage sa propre critique, aussi n'ai-je plus qu'à clore celle-ci. »